# Joris Ghekiere
Joris Ghekiere (Kortrijk 5 juni 1955 - Willebroek 2 december 2016) was een Belgisch kunstschilder. 
Hij werkte zowel figuratief als abstract. Naast willekeurige afbeeldingen gevonden in tijdschriften of op internet en het "hert" als symbolisch element, zijn menselijke figuren, landschappen, portretten, zelfportretten en cirkels regelmatig terugkerende thema's. Hij situeert zich in de de hedendaagse "beeldbevragende actuele schilderkunst", waarbij het medium wordt ingezet om het beeld inhoudelijk en visueel ter discussie te stellen.

## Opleiding
Joris Ghekiere ging op jeugdige leeftijd lessen volgen aan de tekenacademie in Kortrijk. In 1973 verhuisde hij naar Antwerpen om er een opleiding te volgen aan de Koninklijke Academie voor Schone Kunsten. Hij studeerde in 1977 af in de afdeling Monumentale Kunsten.

## Beginjaren
Na zijn studies maakte hij vooral grote schilderijen en installaties. Aanvankelijk was de academische inslag nog duidelijk zichtbaar. Zijn stijl was expressief en wild, met donkere kleuren en dikke lagen verf. In 1980 werd hij voor het eerst opgemerkt als laureaat van een zilveren medaille op de Europaprijs in Oostende. Hij was ‘Laureaat schilderen’ in de wedstrijd ‘Stimulans 81’ van de stad Kortrijk.  In 1982 werd hij geselecteerd voor de tentoonstelling "Actuele Beelding" in het ICC te Antwerpen. Willy Van den Bussche omschreef zijn stijl als "theatraal, niettegenstaande het monochroom kleurgebruik, door de monumentaliteit en de vormverwijzingen naar oerculturen". Rond 1985 begon Ghekiere te schilderen op zeildoeken, die hij kon exposeren in het museum van Middelburg. Hij nam in deze periode deel aan een aantal groepstentoonstellingen, waaronder "De Jonge Belgische Schilderkunst" in Bozar in Brussel. Hij kreeg zijn eerste solotentoonstelling in 1987 in de Cintrik Gallery in Antwerpen.
In 1989 volgde zijn eerste grote solotentoonstelling in de Koninklijke Musea voor Schone Kunsten in Brussel. De werken die hij in Brussel tentoonstelde waren figuratief, gestileerd en met lichte kleuren. Deze tentoonstelling lag aan de basis van zijn relatie met Inge Henneman, een kunsthistorica en docente aan de Koninklijke Academie van Antwerpen, later curator, die hij voordien had leren kennen bij de kunstschilder Werner Mannaerts. Zij werd later zijn echtgenote en moeder van hun kinderen.

## Azie
Van 1990 tot 1991 trok hij met Inge Henneman op reis door Azië. Ze bezochten onder meer China, India en Japan. Hij was er bijzonder actief als kunstenaar, hij werkte op strand, bouwde zijn hotelkamer om tot atelier en maakte honderden werken, waarvan de meeste pas na zijn dood werden ontdekt. Het waren figuratieve werken met een persoonlijke toets, eerder intuïtief, hoofdzakelijk op papier. Ze maakten in 2022 het voorwerp uit van een tentoonstelling "Joris Ghekiere – Reizen op papier" in Muzee in Oostende.

## 1991-1998
De werken uit Azië stonden los van de andere werken in zijn oeuvre, maar waren bijzonder belangrijk voor zijn verdere stijl. Hij ging in deze periode zowel figuratief als in zwart-wit schilderen, maar met een grote afwisseling van stijlen en onderwerpen. Hoewel de voorstelling neutrale kasten, landschappen en architectuur bevatten, hadden zijn een inherent dreigend karakter. Ghekiere nam in 1993 opnieuw deel aan de Europaprijs en kreeg een opgemerkte tentoonstelling in de galerie Art Box in Waregem, samen met Philip Aguirre y Otegui.
in 1997 kreeg Ghekiere een opdracht voor het maken van een werk in de patio van het Graaf de Ferraris-gebouw in Brussel, een bronzen boom, en in 1999 voor een muurdecoratie (digitale print) in het Woonzorgcentrum De Plataan in Izegem. Verschillende andere monumentale projecten zouden volgen.

## 1999-2016
Rond 1999 maakte hij donkere zwart-witte schilderijen die getoond werden in de de Toomey Tourel Gallery in San Francisco en op de tentoonstelling "Trouble Spot Painting" in het MUHKA in Antwerpen, met Luc Tuymans en Narcisse Tordoir als curators.
Hij sloot een contract aan met galerie Koraalberg in Antwerpen, waar hij verschillende tentoonstellingen hield, met bijhorende publicaties.
Joris Ghekiere werd opgenomen in het boek "Vlaamse meesters, zes eeuwen schilderkunst" van Hilde Van Gelder, een vooraanstaande Belgische kunsthistorica die al zeer vroeg het talent van Joris Ghekiere had ontdekt.
Vanaf 2005 begon hij te schilderen op basis van beelden die hij aantrof in tijdschriften of op het internet, waardoor hij de realiteit in zijn werken bracht. Zijn werken werden hermetischer. In 2007 maakte hij een succesvolle reeks "Cam Portraits".
Een belangrijke overzichtstentoonstelling met de titel "Gradient Dark" vond in 2009 plaats in De Bond in Brugge, Hij toonde er hoofdzakelijk figuratieve werken in psychedelische kleuren, gemaakt door het wegkrabben van verf. In 2011 volgde de 'Garage' in Mechelen met "California" met hoofdzakelijk abstracte werken. Voor beide tentoonstelling trad Win Van den Abbeele van Objectif-Exhibitions op als curator.
Toen galerie Koraalberg haar werking stopzette, verhuisde Ghekiere voor enkele jaren naar galerie Transit in Mechelen.
In zijn laatste jaren was de vorm absoluut prioritair in zijn werk. Het beeld was belangrijker dan het verhaal. Hij wilde elke emotie uitschakelen, in die mate dat hij zijn schilderijen begon te spuiten, zodat penseelstreken niet langer zichtbaar waren. Zijn werken werden strak, hermetisch en waren dikwijls abstract.  De inspiratiebronnen en de onderwerpen van zijn schilderijen waren heel gevarieerd, ze leken op het eerste zicht geen onderlinge verwantschap te vertonen. Hij was gefascineerd door ongecompliceerde, clichématige schoonheid van stillevens met planten of bloemen, of portretten van opgesmukte dames, met een ongewoon coloriet en vervormde composities.
In het voorjaar van  2015 kreeg hij een grote tentoonstelling "Tomorrow" in het SMAK in Gent. De curator was Ulrich Loock. Het was een overzicht van zijn werk, inclusief muurschilderingen en behangpapier. 
Hij werd door de provincie Antwerpen geselecteerd voor een gigantische muurschildering op de funderingen van het nieuwe Provinciehuis, eerst in 2015 op de buitenmuur die later onder de grond verdween en een tweede keer in 2016 op de binnenmuur van de ondergrondse parkeergarage waar hij het woord "Tomorrow" als spiegelbeeld van het verdwenen werk van de andere kant aanbracht.
In september 2016 nam hij deel aan de internationaal opgemerkte tentoonstelling ‘"Painting after Postmodernism" in Brussel met Barbara Rose als curator.
Op 2 december 2016 overleed hij in zijn woning in Willebroek aan de gevolgen van kanker.

## Nalatenschap
Joris Ghekiere leefde en werkte in Klein Willebroek, waar zijn artistiek nalatenschap is ondergebracht in de "Foundation Joris Ghekiere", die beheerd wordt door Kristof De Clercq Gallery uit Gent. Zijn atelier in Klein-Willebroek werd onder de naam "Atelier Tomorrow" omgevord tot een kunstcentrum en vrij atelier in Klein-Willebroek.
Tijdens zijn leven werd Joris Ghekiere al bewonderd door collega-kunstenaars en een aantal belangrijke curatoren zoals Ulrich Loock, Philippe Van Cauteren, Hans Theys en kunsthistorici als Hilde Van Gelder. Het is echter pas na zijn overlijden dat zijn plaats in de Belgische schilderkunst algemene erkenning kreeg. Er waren succesvolle tentoonstellingen in de Kristof De Clercq Gallery in Gent, waaronder "Dancing with Nietzsche" in 2023, de exposities "The Collection | Highlights for a Future" in S.M.A.K in 2019, "Maybe tomorrow" in Emergent in Veurne met een  5-sterren-recensie in De Standaard in 2020, de expositie "Joris Ghekiere – Reizen op papier" in Muzee in 2022,  Art Rotterdam in 2022 en de bijzondere plaats die hij kreeg in het MHKA in de tentoonstelling "Sanguine/Bloedrood" in M HKA in 2018 met Luc Tuymans als curator.